# رنح مخيخي جسدي متنحي من النمط الأول
الرنح المخيخي الجسدي المتنحي من النمط الأول حالة تتميز بمشاكل حركية مترقية. تظهر علامات الاضطراب وأعراضه في بداية الشباب إلى أوائل الكهولة. يعاني المصابون بهذه الحالة في البداية من إعاقة في الكلام (رتّة كلامية)، أو مشاكل في التنسيق والتوازن (رنح)، أو كليهما. ويمكن أن يعاني المرضى أيضًا من صعوبات في الحركات التي تتطلب تقدير المسافة أو قياسها (خلل القياس). من الخصائص الأخرى ظهور حركات العين غير الطبيعية (الرأرأة). ومشاكل في تتبع حركة الأشياء بالعينين. تترقى المشاكل الحركية ببطء، ويحتاج المرضى في نهاية الأمر إلى استخدام عكاز أو كرسي متحرك.

## المظهر السريري
معظم حالات الرنح المخيخي الجسدي المتنحي ذات بدء مبكر، تظهر أعراضها قرابة العام 20 من العمر. وتظهر بعض المميزات السريرية عند المرضى بهذا النوع من الرنح:
- السقوط المتكرر بسبب ضعف التوازن
- تنسيق حركي غير دقيق في اليد
- رجفان حركي أو وضعي في الأطراف أو الجذع
- رتة كلامية
- حبسة كلامية
- دوار
- ازدواج الرؤية
- (غياب) منعكسات وترية في الأطراف السفلية
- خلل القياس
- شذوذات بسيطة في حركة العين الرمشية
- مشاكل في الانتباه
- تضرر في الذاكرة العاملة اللغوية والمهارات البصرية المكانية
- عمر متوسط متوقع طبيعي

يترافق الرنح الجسدي المتنحي عمومًا بخسارة الحس العميق والإحساس بالاهتزاز. يكون غياب المنعكسات أكثر شيوعًا في النمط الجسدي المتنحي مقارنةً بالنمط الجسدي السائد. ويترافق النمط المتنحي أيضًا بمظاهر خارج عصبية أكثر. وُجدت طفرات في تحت وحدة بوليميراز دنا المتقدرة ويبدو أنها سبب محتمل للإصابة بالرنح المخيخي الجسدي المتنحي.

## السبب
يحدث الرنح المخيخي الجسدي المتنحي من النمط الأول بسبب جين طافر، وهذا الجين صروري في تصنيع بروتين في خلايا بوركينجي في المخيخ. يعيق البروتين المَعيب (ساين 1) وظائف خلايا بوركينجي ويعطل إشاراتها إلى الخلايا العصبية المخية. مازال من غير الواضح كيف يؤدي البروتين ساين 1 المعيب إلى خسارة الخلايا في المخيخ التي تؤدي إلى الإصابة بالمرض.

## الوراثة
الرنح المترافق بتوسع الشعيرات نمط نادر يُسبب عدم استقرار صبغي، وحساسية للإشعاع المؤيِن، وتعطلًا في مسارات نقل الإشارة المفعلة بالشدة وتصنيع الدنا المقاوم للإشعاع.
ما زالت الجينات المسؤولة عن معظم الأعراض في الأنماط المختلفة من الرنح غير معروفة. لا يتوفر بعد علاج فعال لمنع تنكس الدماغ المرافق للرنح.
يترافق رنح المشية بالرنح الحركي العيني ويسبب رتة كلامية وضعفًا في العضلات وخسارة الحس العميق (الإحساس بوضعية المفاصل) وخلل القياس في الأطراف. وفي بعض الحالات، ظهر التخلف العقلي عند المرضى وخسارة ميالين المحاور العصبية.

## الشخيص
يوضع التشخيص السريري عند الأشخاص بين أواخر العقد الثاني من العمر وأواخر الأربعينيات الذين يبدون المميزات السريرية الأولى للرنح المخيخي الجسدي المتنحي. تجرى الاختبارات التالية:
- التصوير بالرنين المغناطيسي للبحث عن ضمور مخيخي
- الفحص الجيني الجزيئي للبحث عن تحليل تسلسل ساين 1.
- الدراسات الفيزيولوجية الكهربائية لكشف اعتلال الأعصاب المتعدد.
- الفحص العصبي.

يمكن إجراء التشخيص قبل الولادة والتشخيص قبل الزرع عند الأمهات اللواتي يحملن جينات الرنح المخيخي المتنحية.

### الأنواع
يأخذ تصنيف الرنح الجسدي المتنحي في عين الاعتبار الأنماط الظاهرية.
يوجد أنماط مختلفة من الرنح:
- الرنح الولادي (اضطرابات تطورية)
- الرنح المرافق للاضطرابات الاستقلابية
- الرنح المرافق لعيوب إصلاح الدنا
- الرنح التنكسي
- الرنح المترافق مع مظاهر أخرى[12]

## العلاج
يساعد العلاج الفيزيائي والعلاج الوظيفي في اضطراب المشي.
يستخدم علاج فقد البروتين الشحمي بيتا من الدم بسبب فائدته المحتملة في الوقاية من عوز الفيتامين إي. (1000 ملغ/يوم للأطفال وأكثر من 5,000 ملغ/يوم للبالغين).
متممات مساعد الإنزيم كيو10 (300-600 ملغ/يوم) في حال نقص المساعد الإنزيمي كيو10.

## المآل
في معظم الحالات، توجد نحو2 إلى 4 إشارات حركية عينية. بين عمر 2-8 يظهر توسع الشعيرات. وبحلول العاشرة عادة يحتاج الطفل كرسيًا متحركًا. يعيش المصابون بالرنح الجسدي المتنحي حتى العشرينيات، وبلغ بعض المرضى الأربعينيات والخمسينيات من العمر.